# Eduard Theodor Böttcher
Eduard Theodor Böttcher (* 10. Januar 1829 in Dresden; † 10. Mai 1893 ebenda) war ein deutscher Mechaniker und Hochschulrektor.

## Leben
Der Bäckerssohn besuchte das Kreuzgymnasium in seiner Heimatstadt und begann danach mit der Arbeit in den Freiherrlich von Burgker Steinkohlenwerken. Anschließend nahm Böttcher ein Studium an der Bergakademie Freiberg auf, wo er seine Ausbildung bei Julius Ludwig Weisbach erhielt; hier trat er dem Corps Saxo-Borussia und dem Corps Franconia bei.
Am 1. April 1852 erhielt Böttcher eine Anstellung als Hilfslehrer für
Mathematik und Maschinenzeichnen an der Königlichen Gewerbeschule zu Chemnitz und bereits im nachfolgenden Jahr eine Professur für Maschinenlehre und Spinnereimechanik.
In den Jahren 1853 und 1854 wurde Böttcher zum Preisrichter  für die Industrieausstellungen in München, Paris, London und Wien berufen.  Seit 1857 gehörte Böttcher dem Verwaltungsrat der Chemnitzer Aktienspinnerei an. 1863 erfolgte seine Berufung zum Mitglied der Technischen
Deputation im Sächsischen Ministerium des Inneren, deren Leitung er 1876 übernahm. 1866 wurde Böttcher zum Rektor der Königlichen Gewerbeschule zu Chemnitz ernannt, dieses Amt übte er bis 1876 aus. In dieser Zeit erfolgte der Wandel der Gewerbeschule zu einer höheren  Technischen Lehranstalt. Den Namen Böttchers trägt heute das 1877 eingeweihte Hauptgebäude der Technischen Universität Chemnitz.
Böttcher verstarb 1893 in Dresden und wurde auf dem Trinitatisfriedhof beigesetzt.